# Amuelas
Amuelas es un barrio ubicado en el municipio de Juana Díaz en el estado libre asociado de Puerto Rico. En el Censo de 2010 tenía una población de 4575 habitantes y una densidad poblacional de 749,43 personas por km².

## Geografía
Amuelas se encuentra ubicado en las coordenadas 18°2′9″N 66°30′12″O / 18.03583, -66.50333. Según la Oficina del Censo de los Estados Unidos, Amuelas tiene una superficie total de 6.1 km², de la cual 6.09 km² corresponden a tierra firme y (0.3%) 0.02 km² es agua.

## Demografía
Según el censo de 2010, había 4575 personas residiendo en Amuelas. La densidad de población era de 749,43 hab./km². De los 4575 habitantes, Amuelas estaba compuesto por el 81.33% blancos, el 10.6% eran afroamericanos, el 0.59% eran amerindios, el 0.04% eran asiáticos, el 6.01% eran de otras razas y el 1.42% pertenecían a dos o más razas. Del total de la población el 98.3% eran hispanos o latinos de cualquier raza.